# Coomatloukane

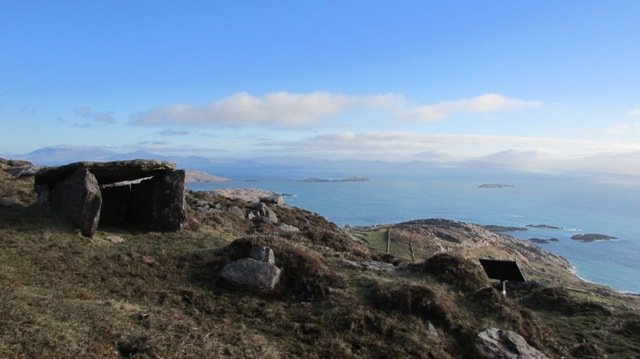
Coomatloukane

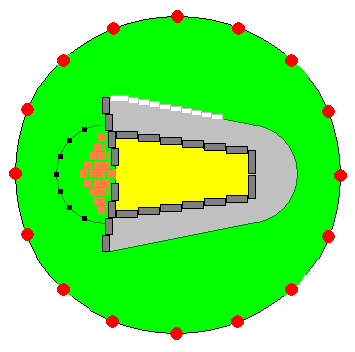
Prinzipskizze Wedge Tomb am Beispiel von Island im County Cork

Coomatloukane (irisch Com an tSleabhcáin) ist ein Wedge Tomb am Ring of Kerry, südlich der Straße N70 und südlich von Waterville im County Kerry in Irland. Wedge Tombs (deutsch „Keilgräber“, früher auch „wedge-shaped gallery grave“ genannt) sind doppelwandige, ganglose, mehrheitlich ungegliederte Megalithbauten der späten Jungsteinzeit und der frühen Bronzezeit.
Es ist eine nordost-südwest-orientierte, etwa 5,0 m lange rechteckige Kammer, die auf beiden Seiten von einer Doppelreihe von Orthostaten gebildet wird. Der Zwischenraum ist mit sauber verlegten Steinen ausgefüllt. Ein Decksteinrest liegt am hinteren Ende auf. Am Südwestende gibt es Reste der Exedra eines kleinen Hofes.
Das Wedge Tomb hat Elemente des Keilgrabes und eines Court Tombs und ist umgeben von Bestattungen, die an natürliche Felsformationen angepasst sind. Es gibt zahlreiche Boulder Burials im Osten und mindestens drei weitere offiziell verzeichnete Megalithanlagen ähnlichen Typs innerhalb von 1,5 km.